# Ervin Roszner

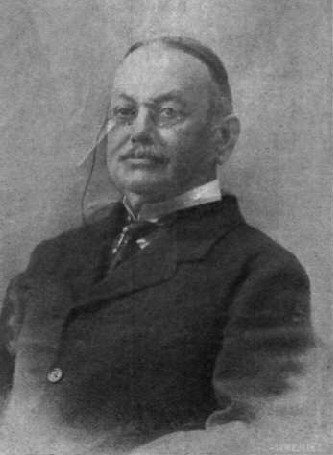
Ervin Roszner

Baron Ervin Roszner de Roseneck (Varsány, 19 december 1852 - Telekes, 2 oktober 1928) was een Hongaars politicus, die van 1915 tot 1917  de functie van Minister naast de Koning uitoefende.
Roszner groeide op in Hongarije en studeerde rechten aan de Universiteit van Wenen. In 1879 werd hij hoogleraar aan de Koninklijke Rechtenacademie in Nagyvárad. Op basis van zijn adellijke afkomst was hij van 1877 tot 1885 lid van het Magnatenhuis. Hij ontving de titel van keizerlijk en koninklijk kamerheer in 1883. In 1887 nam hij voor het eerst deel aan de parlementsverkiezingen, voor de Liberale Partij. Nadien was hij lid van de Nationale Arbeidspartij. Van 1903 tot 1905 was hij gouverneur van het toen Oostenrijks-Hongaarse Fiume. Van 1915 tot 1917 - in volle Eerste Wereldoorlog - was hij Minister naast de Koning in de regering van István Tisza. Na de Asterrevolutie trok hij zich uit de politiek terug.